# Arisaig (Écosse)
Pour les articles homonymes, voir Arisaig.
Arisaig est un petit village côtier écossais du district de Lochaber (Invernessshire) sur la côte ouest des Highlands.

## Communications

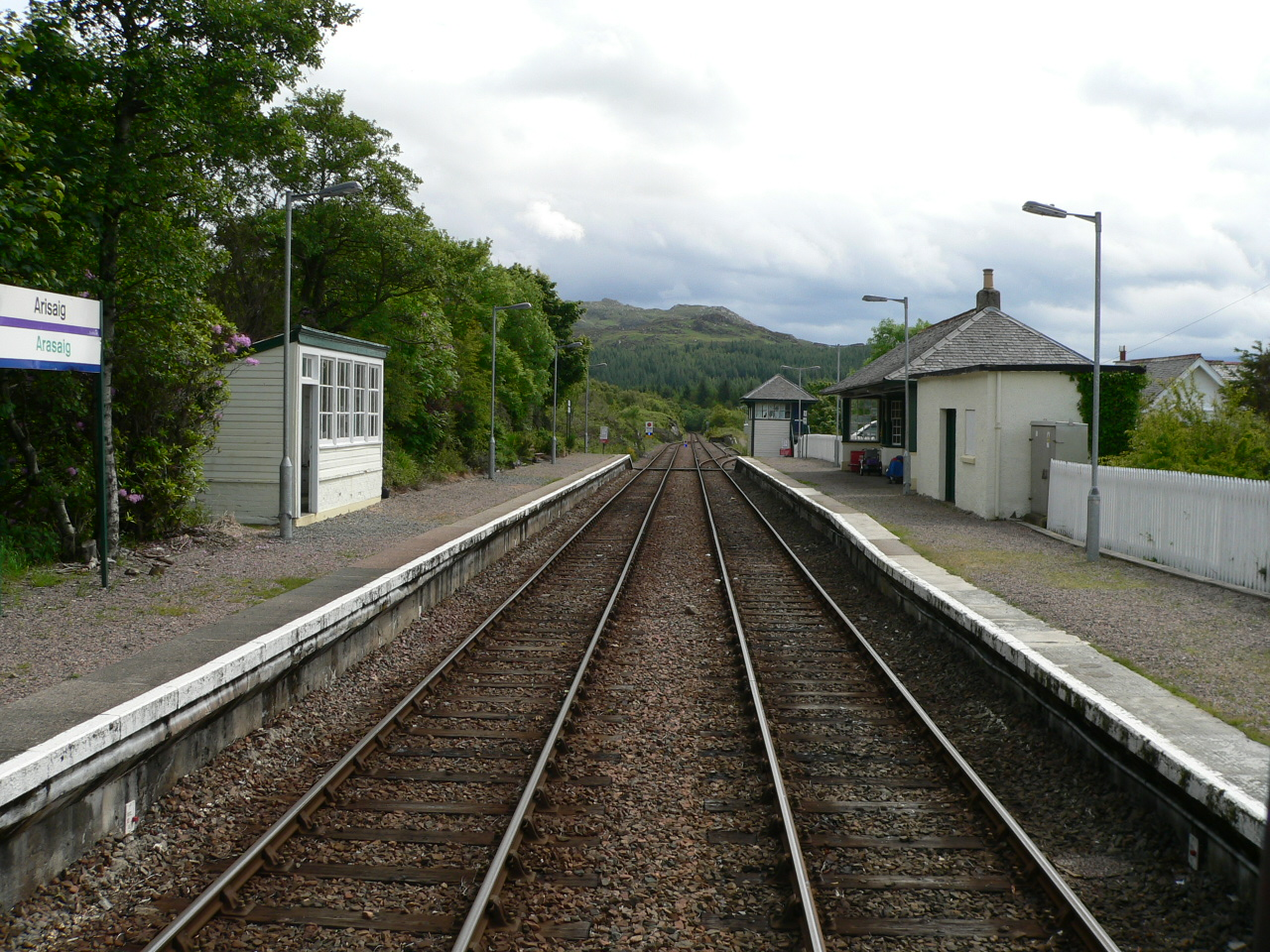
La gare d'Arisaig, la plus occidentale de Grande-Bretagne.

Arisaig est situé sur la route A830, surnommée the Road to the Isles (la route des îles), reliant Mallaig, au nord, à Fort William, à l'est.
Un ferry relie Arisaig aux Small Isles d'Eigg, Muck et Rùm.
Le village est également desservi par la ligne ferroviaire West Highland Line, qui la relie à Fort William. Ceci fait de la gare d'Arisaig la gare la plus à l'ouest de l'île de Grande-Bretagne.

## Économie
Le tourisme est la principale ressource économique d'Arisaig ; son développement est axé sur la qualité des paysages de terre et de mer, notamment les,plages avec vue sur les Hébrides.

## Culture et histoire

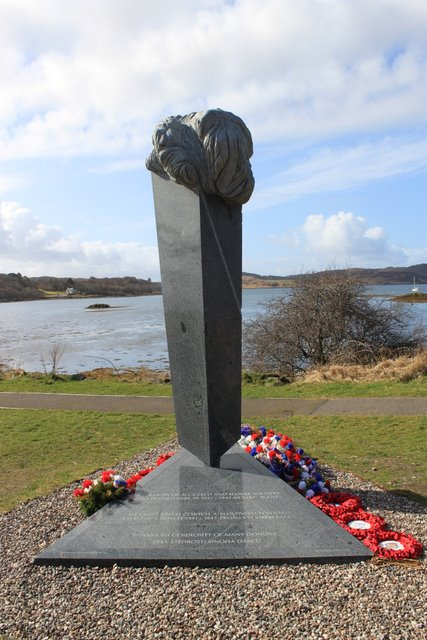
Mémorial en hommage aux soldats tchèques et slovaques qui se sont entrainé à la Special Training School (STS) d'Arisaig durant la seconde guerre mondiale

Le poète écossais de langue gaélique Alasdair MacMhaighstir Alasdair, également officier durant les soulèvements jacobites, est mort à Arisaig en 1770. Il est enterré au cimetière catholique du village.
Des émigrants de la région d'Arisaig ont fondé le village d'Arisaig en Nouvelle-Écosse (Canada), lors de leur exil forcé durant les Highland Clearancesau XVIIIe siècle. .
Pendant la Seconde Guerre mondiale, le Special Operations Executive a ouvert dans les environs d'Arisaig des Special Training Schools (STS), écoles d’entraînement spécial destinées à l'entraînement physique et para-militaire de ses agents. À Arisaig, un mémorial rend hommage aux soldats tchèques et slovaques qui y ont suivi cet entraînement.